# Energetyka jądrowa
| ropa naftowa | hydroenergetyka  | biopaliwa           |
| węgiel       | energia jądrowa  | energia słoneczna   |
| gaz ziemny   | energia wiatrowa | energia geotermalna |

Wykorzystanie różnych źródeł energii przez ludzkość w latach 2000–2013 w Mtoe (przedstawione w skali logarytmicznej) i ekstrapolacja do roku 2020.

Energetyka jądrowa, atomistyka – zespół zagadnień związanych z uzyskiwaniem na skalę przemysłową energii jądrowej, czyli energii pochodzącej z rozszczepiania jąder pierwiastków ciężkich (głównie uranu 235).

## Energetyka jądrowa na świecie
Energię jądrową pozyskuje się głównie w wyniku rozszczepienia jąder atomowych w reaktorach jądrowych w elektrowniach jądrowych i na okrętach jądrowych. W niewielkim stopniu wykorzystuje się energię rozpadów promieniotwórczych np. w zasilaczach izotopowych (SNAP). Energetyka jądrowa obejmuje również problemy związane z wydobyciem uranu, przeróbką paliwa jądrowego oraz składowaniem odpadów jądrowych. Pierwsze elektrownie jądrowe pojawiły się w latach pięćdziesiątych, dynamiczny rozwój tej dziedziny rozpoczął się w 2. połowie lat sześćdziesiątych, w związku ze wzrostem kosztów energii uzyskiwanej ze spalania kopalin. Rozwój ten został prawie wstrzymany po katastrofie w Czarnobylu.
W 2013 energetyka jądrowa była źródłem 10,7% energii elektrycznej na świecie. Łączna moc dyspozycyjnych elektrowni jądrowych wynosiła 372 GW (333 GW po odliczeniu trwale wyłączonych). Pracowało 388 bloków energetycznych, 72 bloki energetyczne były w budowie, 50 było trwale wyłączonych i nie produkowały energii elektrycznej. W 2014 w sumie 30 krajów wykorzystywało reaktory jądrowe do produkcji energii. Elektrownie jądrowe wyprodukowały łącznie 2359 TWh energii elektrycznej – wielkość mniejszą od produkcji w 1999 oraz niższą o 11,3% od historycznego maksimum 2660 TWh produkcji energii jądrowej na świecie w 2006. Największy udział energia jądrowa w produkcji energii elektrycznej na świecie osiągnęła w 1993 roku - na poziomie 17 procent. Poziom ten spadł do 10,4 procent w 2012 roku, czyli poziomu wcześniej osiągniętego w 1980. Według BP, udział energii jądrowej w całkowitym zużyciu energii pierwotnej spadł do 4,4 procent - "poziomu najniższego od 1984 roku". Dla porównania energetyka węglowa posiadała moc zainstalowaną równą 1759 GW, elektrownie wodne 566,8 GW. Poziom rocznej produkcji energii elektrycznej w elektrowniach jądrowych wskazywał na większe wykorzystanie w nich zainstalowanej mocy (kolejno: jądrowe: 2755 TWh, węglowe 8743 TWh, wodne 3412 TWh). Najwięcej energii elektrycznej uzyskiwały z energetyki jądrowej USA (rocznie 790 TWh, 99 reaktorów), Francja (406 TWh, 58 reaktorów), Rosja (162 TWh, 34 reaktory), Korea Płd. (132 TWh, 23 reaktory). Największy udział energetyki jądrowej w produkowanej energii elektrycznej miały: Francja (75%), Belgia (51%), Ukraina (44%), Korea Południowa (31%), Szwajcaria (39%), USA (20%) i Rosja (17%).

### Zakaz oraz programy obniżania udziału i wycofywania się z energetyki jądrowej
9 lipca 1997 parlament Austrii przyjął w głosowaniu uczynienie republiki państwem antynuklearnym. Do konstytucji Republiki Austrii został wpisany zakaz budowy elektrowni jądrowych oraz zakaz składowania materiałów jądrowych a także ich transportu do i przez terytorium Austrii. Niemcy realizują program wyłączenia wszystkich reaktorów jądrowych do końca 2022. Francja przyjęła i realizuje program obniżenia udziału energetyki jądrowej w produkcji energii elektrycznej do 50% w 2025. Rząd Belgii przyjął program wyłączenia wszystkich reaktorów jądrowych do 2025, gdy ich wiek osiągnie 40 lat. Szwajcaria zamierza wycofać się z energetyki jądrowej, zamykając pierwszą elektrownię jądrową w 2019, a ostatnią w 2034 roku.
Do 2030 Międzynarodowa Agencja Energii Atomowej przewiduje wzrost mocy elektrowni jądrowych na świecie do 400 GW w wariancie minimalnym i do 699 GW w wariancie maksymalnym. Od katastrofy w Fukushimie co roku globalne prognozy MAEA dotyczące mocy zainstalowanej w 2030 (minimalna i maksymalna) są obniżane.

## Wady i zalety energetyki jądrowej
Najważniejszym zarzutem jest kwestia powstawania, transportu i składowania odpadów promieniotwórczych. O ile odpady wysokoaktywne produkowane są tylko przez elektrownie jądrowe, to już odpady średnio- i nisko aktywne są produkowane w każdym rozwiniętym kraju głównie przez instytucje medyczne i naukowe. Wszystkie rodzaje odpadów są przechowywane w odpowiednich składowiskach, a wypalone paliwo często poddaje się recyklingowi. Równocześnie ilość odpadów radioaktywnych produkowanych przez elektrownie jest znikoma (ok. 12 beczek rocznie) w porównaniu np. do odpadów z elektrowni węglowych (100 tys. razy więcej), które również zawierają izotopy promieniotwórcze. Przewiduje się, że nowa generacja reaktorów jądrowych opartych na torze rozwiąże problem odpadów radioaktywnych całkowicie poprzez wykorzystanie ich w procesach spalacyjnych.
Kolejnym zarzutem są ogromne koszty związane z zamknięciem elektrowni i utylizacją pozostałości po niej. W tym wypadku elektrownie jądrowe tworzą zazwyczaj fundusz, na który odkładana jest część zysków ze sprzedaży prądu. We Francji jest to około 0,14 eurocenta za każdą sprzedaną kilowatogodzinę.
Inną ważną kwestią jest rozprzestrzenianie broni jądrowej związane z rozwojem energetyki jądrowej (np. Iran, Korea Północna) oraz zamachy terrorystyczne, stanowiące nowy wymiar zagrożenia dla instalacji jądrowych.
Kwestie bezpieczeństwa działania pojawiają się przy okazji awarii i wycieków, które w 2008 roku zdarzyły się w elektrowniach w Słowenii, Węgrzech i we Francji. Wycieki te miały miejsce w obiegu zamkniętym elektrowni i nie spowodowały żadnego zanieczyszczenia środowiska zewnętrznego.
Pojawiają się także głosy wskazujące na wyczerpywanie się złóż uranu, jednak najnowsze badania dowodzą, że jego zasoby starczą na co najmniej kilkaset lat. Rozwiązaniem tego problemu jest wprowadzenie reaktorów powielających, które potrafią wytworzyć więcej paliwa, niż same zużywają. Innym rozwiązaniem jest użycie toru w reaktorach jądrowych IV generacji.
Największą zaletą energetyki jądrowej jest wysokie bezpieczeństwo i brak emisji szkodliwych dla środowiska gazów oraz pyłów. W opublikowanej w 2013 roku pracy oszacowano, że dzięki energetyce jądrowej udało się uniknąć ok. 1,8 mln zgonów związanych z zanieczyszczeniem powietrza z konwencjonalnych źródeł. Energetyka jądrowa jest także najbardziej skondensowanym źródłem energii obecnie wykorzystywanym przez człowieka. Światowe zasoby materiałów rozszczepialnych pozwalałyby na pokrycie wszelkich potrzeb energetycznych ludzkości na wiele tysięcy lat. Kwestię tę porusza się również w kontekście przewidywanego w nieokreślonej przyszłości wyczerpania się złóż paliw kopalnych.

## Ekonomika elektrowni jądrowych
W 2009 roku badacze z MIT ustalili, że koszt kilowatogodziny z elektrowni jądrowej to 0,084 $. Z wyliczeń Instytutu Energetyki Odnawialnej z grudnia 2013 wynika, że nowo budowane elektrownie jądrowe w Wielkiej Brytanii i w Polsce w 2020 (początek dekady, w której miałyby zostać uruchomione) będą wytwarzały droższą energię od energii ze źródeł odnawialnych: elektrownia jądrowa 477,2 PLN/MWh, morskie farmy wiatrowe 451,7 PLN/MWh, elektrownie na biomasę 345,7 PLN/MWh, lądowe farmy wiatrowe 321,8 oraz elektrownie fotowoltaiczne 318,9 PLN/MWh.
W 2022 roku Polski Instytut Ekonomiczny oszacował jednak, że w zależności od wybranej technologii i wariantu budowy, wyrównany koszt energii w Polsce wahałby się od 12 gr/kWh do 17,5 gr/kWh (od 120 zł/MWh do 175 zł/MWh).
W tym samym roku w Finlandii uruchomiono reaktor Olkiluoto III, po wielu latach opóźnień – koszt produkcji energii z OL3 (LCOE) to 42 EUR/MWh, czyli o połowę mniej niż wynika z wcześniejszych wyliczeń Instytutu Energetyki Odnawialnej z 2013 roku. Dla porównania, wyniki aukcji OZE w Polsce w grudniu 2021 średnia cena 1 MWh dla koszyka fotowoltaiki i wiatru o mocy do 1 MW to 246,25 zł/MWh, dla fotowoltaiki i wiatru dużych mocy to 227,79 zł/MWh, a dla małych elektrowni wodnych ponad 600 zł/MWh.
Ekonomika nowych elektrowni jądrowych jest kwestią kontrowersyjną, co wynika z różnych podejść do tego problemu, jak również z tego, że z wyborem źródła energii wiążą się inwestycje warte wiele miliardów dolarów. Porównanie z innymi metodami pozyskiwania energii zależy od założeń przyjętych w odniesieniu do czasu trwania budowy oraz finansowania kapitału dla elektrowni jądrowych. Szacowane koszty muszą także obejmować koszty zamknięcia elektrowni i przechowywania odpadów nuklearnych. Z drugiej strony środki podejmowane dla złagodzenia ocieplenia klimatu, takie jak podatek węglowy czy handel emisjami, mogą poprawiać opłacalność energetyki jądrowej. W ostatnich latach zmniejsza się wzrost zapotrzebowania na energię, a finansowanie inwestycji w energetykę stało się trudniejsze, co pociąga za sobą różne rodzaje ryzyka. W Europie Wschodniej część długoterminowych projektów boryka się z trudnościami w znalezieniu źródeł finansowania, między innymi budowa elektrowni jądrowej w Belene w Bułgarii czy dodatkowych reaktorów w Cernavodzie w Rumunii, a część inwestorów wycofała się. Innym problemem dla projektów nuklearnych jest także dostępność taniego gazu i bezpieczeństwo jego dostaw w przyszłości.
W analizie ekonomiki energetyki jądrowej trzeba wziąć także pod uwagę kwestię tego, kto ponosi przyszłe ryzyko z tytułu nieprzewidywalności elektrowni atomowych. Jak na razie elektrownie nuklearne zbudowały przedsiębiorstwa znacjonalizowane lub regulowane przez państwo, gdzie wiele rodzajów ryzyka związanych z kosztami budowy, pracą, cenami paliwa, wypadkami itd. było ponoszonych raczej przez konsumentów niż przez producentów. Co więcej, z uwagi na wymiar odpowiedzialności za wypadek nuklearny, całkowity koszt ubezpieczenia jest zasadniczo ograniczany przez rząd, co amerykańska Jądrowa Komisja Regulacyjna uznała za znaczącą dotację. Wiele krajów obecnie zliberalizowało swoje rynki energii elektrycznej w ten sposób, że koszt wspomnianych niebezpieczeństw, jak również ryzyka pojawienia się tańszych alternatyw przed zwróceniem się nakładów pokrywają konstruktorzy i operatorzy elektrowni, a nie konsumenci, co prowadzi do innej oceny ekonomiki nowych elektrowni jądrowych.
Liczba miejsc pracy powstająca przy rocznej produkcji 1 TWh energii elektrycznej wynosi dla: elektrowni jądrowej - 75, gazowej – 250 do 265, węglowej – 370, a w przypadku energetyki wiatrowej od 918 do 2400.
Należy również zauważyć, że większość często podawanych szacunków kosztów budowy i eksploatacji nie zawiera kosztów zamknięcia bloku/utylizacji po okresie istnienia elektrowni jądrowej (zazwyczaj 3-6 dekad). Jest to o tyle istotne, iż elektrowni jądrowej nie da się bezpiecznie "wygasić" w ciągu chwili tylko należy schłodzić reaktor, a zazwyczaj wymaga to również pobrania energii. Sam sposób schładzania może również być tańszy lub droższy - w zależności od usytuowania elektrowni i możliwości wykorzystania wody morskiej. Do tego czynnikiem zmieniającym koszty na większe lub mniejsze jest bezpośrednie otoczenie elektrowni - same odpady mogą być (np. przyszła elektrownia szwedzka) składowane i utylizowane pod elektrownią albo wręcz płaci się obcym państwom i firmom lub instytucjom za wykonanie tej niezbędnej pracy (np. polski reaktor doświadczalny). Tak więc sama metoda budowy, otoczenie oraz zasobność w surowce, kadry i przepisy prawne mogą powodować duże zmiany niezbędnych do poniesienia kosztów produkcji, sprawiając, że sama elektrownia jądrowa może być całkowicie nieopłacalnym albo najtańszym źródłem energii.

## Wypadki i bezpieczeństwo
Analiza historyczna śmierci spowodowanych przez poszczególne źródła energii (uwzględniając katastrofy i śmierci związane z łańcuchami dostaw) pokazuje, że energetyka jądrowa jest jednym z najbezpieczniejszych źródeł energii na świecie, porównywalnym z energetyką słoneczną i wiatrową i dużo bezpieczniejszym od energetyki wodnej (energetyka jądrowa powoduje 0,03 zgonu na wyprodukowanie jednej terawatogodziny, słoneczna 0,02 zgonu na TWh a wiatrowa 0,04 zgonu na TWh, energetyka wodna z uwzględnieniem przerwania zapory Banqiao w 1971 spowodowała 1,3 śmierci na TWh). Produkcja energii z węgla, ropy naftowej, gazu ziemnego powoduje o trzy rzędy wielkości więcej śmierci z uwagi na zanieczyszczenie powietrza i wypadki przemysłowe (spalanie ropy naftowej powoduje 18,4 śmierci na TWh a spalanie węgla: 24,6 śmierci na TWh). W latach 1971–2009 energetyka jądrowa zapobiegła 1,84 miliona śmierci, które byłyby spowodowane przez zanieczyszczenie powietrza od spalania paliw kopalnych. Badania pokazują, że największym problemem związanym z wypadkami energetyki jądrowej nie jest narażenie zdrowia w wyniku promieniowania, tylko wpływ katastrofy na zdrowie psychiczne osób żyjących w pobliżu elektrowni oraz problemy społeczne powodowane przez ewakuację dużych obszarów i przesiedlenia ich mieszkańców.
Na skutek trzęsienia ziemi, tsunami oraz awarii systemów chłodzenia w elektrowni jądrowej Fukushima I, a także problemów w innych jednostkach nuklearnych, 11 marca 2011 r. w Japonii ogłoszono stan zagrożenia nuklearnego. Był to pierwszy przypadek zagrożenia nuklearnego w Japonii, ewakuowano 140 tysięcy osób zamieszkałych w obrębie 20 km od elektrowni. Wybuchy i pożary spowodowały niebezpieczny wzrost poziomu promieniowania, co doprowadziło do załamania na japońskiej giełdzie i masowego wykupowania zapasów z supermarketów. Wielka Brytania, Francja i niektóre inne państwa doradzały swoim obywatelom opuszczenie Tokio, w odpowiedzi na obawy przed rozprzestrzenieniem promieniotwórczego zanieczyszczenia. Platts poinformował, że „kryzys w japońskich elektrowniach jądrowych w Fukushimie sprowokował państwa będące największymi konsumentami energii do rewizji bezpieczeństwa swoich reaktorów oraz wywołał wątpliwości co do tempa rozwoju energetyki jądrowej i skali planowanych inwestycji na całym świecie”. W marcu 2011 r. Unia Europejska zdecydowała, że reaktory nuklearne we wszystkich 27 państwach członkowskich powinny zostać poddane testom bezpieczeństwa.
Wypadki w elektrowniach jądrowych o stratach przekraczających 300 milionów USD, do 2009 roku:
| Data             | Miejsce                                | Opis | Koszty       |
| ---------------- | -------------------------------------- | --- | ------------ |
| 7 grudnia 1975   | Greifswald, NRD                        | Błąd elektryka powoduje pożar w głównym zbiorniku, co powoduje zniszczenie systemu kontroli i 5 głównych pomp chłodzących | 443 mln USD  |
| 22 lutego 1977   | Jaslovské Bohunice, Czechosłowacja     | Znaczna korozja reaktora i radioaktywność na obszarze elektrowni, konieczna całkowita likwidacja | 1,7 mld USD  |
| 28 marca 1979    | Middletown, Pensylwania, USA           | Awaria systemu chłodzenia i częściowe stopienie rdzenia w elektrowni Three Mile Island | 2,4 mld USD  |
| 9 marca 1985     | Athens, Alabama, USA                   | Awaria podczas uruchamiania doprowadziła do zawieszenia działania wszystkich trzech jednostek elektrowni Browns Ferry – ich praca została wznowiona w 1991 (reaktor 2), 1995 (reaktor 3) i 2007 r. (reaktor 1, koszt ponownego oddania do użytku to 1,8 mld USD) | 1,83 mld USD |
| 11 kwietnia 1986 | Plymouth, Massachusetts, US            | Problemy ze sprzętem wymusiły awaryjne zamknięcie elektrowni jądrowej Pilgrim | 1 mld USD    |
| 26 kwietnia 1986 | Czarnobyl, okolice miasta Prypeć, ZSRR | Wybuch w elektrowni i stopienie reaktora spowodowały śmierć 31 osób, oraz wymusiły ewakuację 300 000 mieszkańców z najbardziej skażonych obszarów dzisiejszej Białorusi, Ukrainy i Rosji, a radioaktywna chmura przemieszczała się po Europie                    | 6,7 mld USD  |
| 31 marca 1987    | Delta, Pensylwania, USA                | Zamknięcie reaktorów 2 i 3 elektrowni jądrowej Peach Bottom z powodu awarii systemu chłodzenia i niewyjaśnionych problemów ze sprzętem | 400 mln USD  |
| 2 września 1996  | Crystal River, Floryda, USA            | Awaria systemu kontroli wymusza zamknięcie i poważną naprawę reaktora 3 elektrowni Crystal River | 384 mln USD  |

## Broń jądrowa
Wiele technologii i materiałów związanych z tworzeniem programów energetyki jądrowej może zostać wykorzystane w dwojaki sposób, a więc także do produkcji broni nuklearnej. W takim wypadku program energetyki nuklearnej może służyć do budowy bomby atomowej czy tajnych programów jądrowych (np. irańskiego). Fundamentalnym celem globalnego bezpieczeństwa jest zminimalizowanie ryzyka proliferacji nuklearnej związanego z ekspansją energii jądrowej. Jeśli ten rozwój będzie „słabo kontrolowany albo wysiłki w celu ograniczania ryzyka będą niewystarczające, nuklearna przyszłość będzie niebezpieczna”.

## Energetyka jądrowa a środowisko
Energetyka jądrowa to jedna z wiodących metod niskoemisyjnej produkcji energii elektrycznej, a badania jej całkowitych emisji przez cały cykl życia w przeliczeniu na jednostkę energii pokazują, że ma emisje gazów cieplarnianych porównywalne lub niższe niż odnawialne źródła energii.
Przeprowadzona w 2014 przez Międzyrządowy Zespół ds. Zmian Klimatu (IPCC) analiza literatury naukowej badającej emisje gazów cieplarnianych wykazała, że medianowa wartość emisji energetyki jądrowej wynosi 12 gCO2eq/kWh, co jest najniższą wartością z wszystkich źródeł pracujących w podstawie, porównywalną z wartościami dla energetyki wiatrowej (11-12 CO2eq/kWh) oraz niższą od wartości dla fotowoltaiki (41-48 CO2eq/kWh). Dla porównania, mediana emisyjności węgla to 820, a gazu ziemnego 490 CO2eq/kWh.
W 2021 Europejska Komisja Gospodarcza ONZ opublikowała raport z badania emisyjności źródeł energii używanych w Unii Europejskiej i Wielkiej Brytanii, według którego emisyjność energetyki jądrowej to 5,1 CO2eq/kWh (dla porównania, fotowoltaika ma wartości od 11 do 37 CO2eq/kWh w zależności od technologii, wiatr 12 do 14 CO2eq/kWh, gaz ziemny 430 CO2eq/kWh a węgiel od 950 do 1000 CO2eq/kWh).
Z wcześniejszych źródeł, opublikowana w 2008 r. przez Benjamina K. Sovacoola synteza 103 badań i tekstów na temat oddziaływania energii jądrowej na środowisko pokazała, że wartość emisji dwutlenku węgla w elektrowni jądrowej w ciągu całego cyklu pracy wynosi 66,08 g/kWh, co było wartością średnią z 19 publikacji pozostałych po odrzuceniu większości z uwagi na nie spełnianie założeń, przy czym wśród pozostawionych publikacji znalazły się trzy wersje nie podlegającego peer review tekstu znanego działacza antyjądrowego Jana Willema Storm van Leeuwena. Dla porównania wyniki energii wiatrowej, hydroelektryczności, energii słonecznej oraz fotowoltaiki wynoszą odpowiednio 9-10 g/kWh, 10-13 g/kWh, 13 g/kWh oraz 32 g/kWh.
Porównanie analiz cyklu życiowego (LCA) emisji dwutlenku węgla pokazuje energię nuklearną jako porównywalną do odnawialnych źródeł energii. Ten wniosek jest podważany przez inne badania.
Według firmy Capgemini rezygnacja z energii jądrowej w Unii Europejskiej doprowadzi do ograniczenia samowystarczalności energetycznej, stabilności dostaw energii oraz zwiększenia emisji dwutlenku węgla.

## Debata na temat energii jądrowej
Debata na temat energii jądrowej dotyczy kontrowersji towarzyszących rozwojowi i stosowaniu reaktorów nuklearnych do wytwarzania energii elektrycznej z paliwa jądrowego dla celów pokojowych. Szczyt tej debaty przypada na lata 70. i 80., kiedy w niektórych państwach „osiągnęła intensywność bez precedensu w historii kontrowersji technologicznych”. Zwolennicy energii nuklearnej uważają, że jest to zrównoważone źródło energii, które zmniejsza emisje węglowe i zwiększa bezpieczeństwo energetyczne poprzez zmniejszanie zależności od importowanych źródeł energii. Utrzymują, że energetyka jądrowa praktycznie nie wytwarza konwencjonalnych zanieczyszczeń powietrza, takich jak gazy cieplarniane i smog, w przeciwieństwie do jej głównej alternatywy w postaci paliw kopalnych. Wierzą także, że energia nuklearna jest jedynym dostępnym dla większości państw zachodnich sposobem na osiągnięcie niezależności energetycznej. M. King Hubbert uważał, że zasoby ropy wkrótce się wyczerpią, a uran ma większą przyszłość jako źródło energii. Zwolennicy energetyki jądrowej sądzą, że ryzyko związane z przechowywaniem odpadów radioaktywnych jest niskie i może być jeszcze zmniejszone przez zastosowanie najnowszych technologii w nowoczesnych reaktorach, a poziom bezpieczeństwa działania elektrowni jądrowych w świecie zachodnim jest doskonały w porównaniu do innych rodzajów elektrowni. Przeciwnicy podkreślają, że energia nuklearna stwarza wiele zagrożeń dla ludzi i środowiska. Wskazują na ogromne ryzyko związane z transportem i przechowywaniem odpadów radioaktywnych, niebezpieczeństwo rozprzestrzeniania broni jądrowej i terroryzmu, zagrożeniami dla zdrowia i szkody dla środowiska wynikające z wydobywania uranu. Zauważają także, że reaktory same w sobie są ogromnymi, złożonymi maszynami, w których możliwe są awarie, a w przeszłości mieliśmy do czynienia z poważnymi wypadkami nuklearnymi. Przeciwnicy energetyki jądrowej nie wierzą, że ryzyko związane z funkcjonowaniem reaktorów nuklearnych może być zmniejszone poprzez zastosowanie nowych technologii. Podkreślają także, że gdy będziemy rozpatrywać wszystkie fazy pozyskiwania energii jądrowej (łącznie z wydobywaniem uranu i likwidacją elektrowni), energia jądrowa nie jest niskowęglowym źródłem energii.
Argumenty opłacalności i bezpieczeństwa są podejmowane przez obie strony.

## Organizacje związane z energią jądrową

### Przeciw
- Friends of the Earth International, Przyjaciele Ziemi, międzynarodowa sieć organizacji ekologicznych z 77 państw[71].
- Greenpeace International, międzynarodowa ekologiczna organizacja pozarządowa, z biurami w 41 państwach[72].
- Nuclear Information and Resource Service (NIRS), organizacja zajmująca się ochroną środowiska i życia publicznego.
- Sortir du nucléaire, główna francuska koalicja antynuklearna, zrzeszająca ponad 720 organizacji.
- Pembina Institute, kanadyjski think tank zajmujący się problematyką zrównoważonej energii.
- Institute for Energy and Environmental Research, amerykański Instytut Energii i Badań Środowiskowych.
- Zielony Instytut – polski think&do tank promujący demokrację energetyczną - rozproszoną energetykę odnawialną[73].

### Za
- World Nuclear Association (Światowe Stowarzyszenie Nuklearne), globalna organizacja zrzeszająca firmy i instytucje związane z energetyką jądrową.
- Międzynarodowa Agencja Energii Atomowej.
- Nuclear Energy Institute, amerykański Instytut Energii Jądrowej.
- American Nuclear Society.
- Europejska Wspólnota Energii Atomowej (Euratom).
- Environmentalists for Nuclear Energy (Stowarzyszenie Ekologów na rzecz Energii Nuklearnej).

## Renesans nuklearny?
Od około 2001 pojęcia „renesans nuklearny” używa się dla określenia możliwej odnowy przemysłu energii jądrowej, spowodowanej przez rosnące ceny paliw kopalnych oraz dążenie do ograniczenia emisji gazów cieplarnianych. Odrębnym czynnikiem jest także zdolność do zapewnienia nieprzerwanych dostaw elektryczności na poziomie krajowym. Jak mawiają Francuzi, „Nie mamy węgla, nie mamy ropy, nie mamy gazu, nie mamy wyboru”. Poprawa bezpieczeństwa reaktorów jądrowych oraz słabnąca pamięć o najbardziej znanych wypadkach nuklearnych z przeszłości (Three Mile Island w 1979 i Czarnobyl w 1986), jak również o przekraczaniu zakładanych kosztów budowy elektrowni w latach 70. i 80. powodują spadek społecznego oporu przed budową nowych elektrowni jądrowych.
Jednocześnie zidentyfikowano różnorodne bariery dla renesansu nuklearnego. Obejmują one: niekorzystną ekonomikę w porównaniu do innych źródeł energii, niewielki wpływ na spowalnianie zmiany klimatu, słabości przemysłu jądrowego i braki w personelu oraz nierozwiązany problem odpadów nuklearnych. To także obawy o nowe awarie, bezpieczeństwo, proliferację broni jądrowej.
Rozwój energetyki jądrowej może zostać powstrzymany także w wyniku nieprawidłowości w japońskich sektorze nuklearnym ujawnionych przez WikiLeaks w związku z katastrofą w Fukushimie. "Guardian" opublikował, że zdaniem posła Taro Kono japońskie resorty gospodarki, handlu i przemysłu utrzymują przestarzałe standardy radioaktywności, hamują rozwój sektora energii odnawialnych, nie rozwiązały kwestii składowania odpadów oraz tuszowały fakty dot. incydentów atomowych oraz rzeczywistych kosztów i wad elektrowni nuklearnych.
Nowe reaktory jądrowe, będące w budowie w Finlandii i Francji, miały przyczynić się do renesansu nuklearnego, ale borykają się z problemami opóźnienia i przekraczają 2-3 krotnie zakładany budżet. W Chinach buduje się obecnie 25 nowych reaktorów, a kolejne powstają w Korei Południowej, Indiach i Rosji. Z drugiej strony co najmniej 100 starszych i mniejszych reaktorów „prawdopodobnie zostanie zamkniętych w ciągu najbliższych 10-15 lat” a przemysł jądrowy nawet nie odbudowuje swoich historycznych mocy wytwórczych - trudno zatem mówić o renesansie energetyki jądrowej.

## Przyszłość przemysłu nuklearnego
Według Światowego Stowarzyszenia Nuklearnego, na świecie w dekadzie lat 80. średnio co 17 dni uruchamiano jeden nowy reaktor jądrowy, a do 2015 r. wskaźnik ten teoretycznie mógłby wzrosnąć (choć nie jest to obecnie planowane) - o jeden nowy reaktor 1000 MWe co 5 dni. W 2008 roku Międzynarodowa Agencja Energii Atomowej stwierdziła, że moc wytwórcza EJ może się podwoić do 2030 r., chociaż może to być niewystarczające, by zwiększyć udział energetyki jądrowej w produkcji energii elektrycznej. Po katastrofie w Fukushimie w raporcie World Energy Outlook 2011 New Policies, MAEA obniżyła oczekiwany wzrost mocy wytwórczych do 60% do 2035, w porównaniu do planowanych 90% rok wcześniej.
W 2007 ostatnim komercyjnym reaktorem jądrowym w Stanach Zjednoczonych był reaktor Watts Bar 1 w Tennessee. Rozpoczął pracę 7 lutego 1996. Często przytacza się go jako dowód sukcesu globalnej kampanii na rzecz wycofania energii jądrowej. Jednak zarówno w Stanach Zjednoczonych, jak i w Europie nadal kontynuuje się inwestycje w badania i rozwój energii nuklearnej, a część ekspertów przemysłu nuklearnego przewiduje, że niedobory energii elektrycznej, rosnące ceny paliw kopalnych, globalne ocieplenie, emisje metali ciężkich w elektrowniach zasilanych paliwami kopalnymi, nowe technologie oraz krajowe bezpieczeństwo energetyczne doprowadzą do ponownego wzrostu popytu na elektrownie jądrowe. Przeciwnicy energetyki jądrowej wskazują na potencjał zwiększania efektywności energetycznej oraz szybko spadające ceny odnawialnych źródeł energii jako konkurencję, która powoduje spadek zainteresowania energetyką jądrową.
Przeszkodę w budowie nowych elektrowni nuklearnych stanowi fakt, że tylko kilka koncernów na świecie posiada zdolność do produkcji jednoczęściowych ciśnieniowych zbiorników reaktora, które są niezbędne w większości reaktorów jądrowych. Przedsiębiorstwa na całym świecie składają zamówienia na te zbiorniki z kilkuletnim wyprzedzeniem. Inni wytwórcy usiłują stosować zastępcze rozwiązania, łącznie z wytwarzaniem komponentów własnymi środkami bądź poszukują sposobu na budowę podobnych zbiorników przy użyciu alternatywnych metod. Kolejnym sposobem na ominięcie tej przeszkody jest budowa reaktorów, które nie wymagają zastosowania jednoczęściowych zbiorników ciśnieniowych, jak na przykład kanadyjskie reaktory CANDU czy reaktory IV generacji chłodzone sodem (SFR).
W Chinach buduje się 25 nowych reaktorów, a według planów ma ich być jeszcze więcej, W Stanach Zjednoczonych licencje prawie połowy reaktorów przedłużono do 60 lat, a poważnie rozważane są plany budowy kolejnych 12 reaktorów. Chiny mogą zrealizować swój długoterminowy plan dysponowania zdolnością nuklearną rzędu 40 tysięcy megawatów 4 do 5 lat przed planowanym terminem. Jednakże, zgodnie z wynikami badań rządowych, Chiny nie mogą „zbyt szybko wybudować zbyt wielu reaktorów nuklearnych”, muszą bowiem uniknąć problemów z brakami paliwa, sprzętu i wykwalifikowanego personelu.
Amerykańska Jądrowa Komisja Regulacyjna i Departament Energii USA zainicjowały badania nad budową reaktorów na lekką wodę, które mają doprowadzić do wydłużenia o 20 lat dotychczasowych 60-letnich licencji reaktorów przy zapewnieniu utrzymania bezpieczeństwa, co może przyczynić się do „poprawy bezpieczeństwa energetycznego USA, przy możliwym wzroście emisji gazów cieplarnianych i nierównowagi między popytem i podażą energii elektrycznej”.
W 2010 rząd prezydenta Obamy uruchomił nowe gwarancje kredytowe oraz szczególną formę ubezpieczenia od ewentualnego „załamania procesu legislacyjnego” (breakdown in the regulatory process), która ma zwiększyć stabilność prawną inwestycji jądrowych. Do 2020 planowane jest uruchomienie 30 nowych reaktorów. Jedną z proponowanych innowacji jest ścisła standaryzacja konstrukcji reaktorów, co ma służyć z jednej strony zwiększeniu ich bezpieczeństwa (standaryzacja zabezpieczeń i procedur) a z drugiej strony obniżyć koszty konstrukcyjne i operacyjne.
W 2011 sześćdziesiąt krajów ogłosiło rozpoczęcie programów nuklearnych (co nie jest jednoznaczne z rozpoczęciem budowy EJ a tym bardziej uruchomieniem elektrowni). W 2012 Japonia, do tej pory czerpiąca 1/3 energii z elektrowni jądrowych, wyłączyła wszystkie swoje 50 reaktorów. Ponowne ich uruchomione może zabrać nawet kilka lat, a wokół tematu toczy się burzliwa dyskusja między rządem, partiami opozycyjnymi, samorządami.